# Skrzydlate słowa
Skrzydlate słowa, skrzydlate wyrazy lub skrzydlate wyrażenia (gr. ἔπεα πτερόεντα, epea pteroenta) – często przytaczane wypowiedzi (uważane za cytaty), których autorstwo lub okoliczności powstania da się ustalić. 

## Skrzydlate słowa: termin i charakter
Pochodzą ze źródła historycznego lub literackiego. Są obrazowe, barwne i aluzyjne. Mają charakter frazeologizmów; pełnych zdań lub mniejszych połączeń wyrazowych. Skrzydlate słowa zazwyczaj składają się z niewielu komponentów (zwykle od jednego do czterech wyrazów). Niektóre teorie za skrzydlate słowa i frazeologizmy uznają tylko takie cytaty, których autorstwo zostało zapomniane lub nie jest uświadamiane. Wśród skrzydlatych słów są również takie, które nie przybierają postaci cytatów.
Skrzydlate słowa funkcjonują w różnych sytuacjach komunikatywnych, nie tylko w określonym kontekście, związanym z ich genezą. Ich pole semantyczne oprócz warstwy dosłownego znaczenia (denotacji) obejmuje warstwę konotacyjną. Oznacza to, że aby zrozumieć sens skrzydlatego słowa w kontekście wypowiedzi, odbiorca powinien znać treści nadpisane na nich kulturowo . Na przykład znaczenie tytułu Jesień średniowiecza (1919) nie kończy się na znaczeniu dosłownym, a więc pory roku w średniowieczu, ani nawet na metaforze schyłku wieków średnich. Przenośnia ta przywołuje na myśl również jej autora, Johana Huizingę (a także fragment polskiego tłumaczenia dialogu z filmu Pulp fiction).
Metaforyczne sformułowanie „skrzydlate słowa” wywodzi się z greki. Występuje w eposach Homera i wskazuje na charakter ludzkiego słowa, które może „lecieć od ust do ust” lub „z ust do uszu słuchającego”. Wyrażenie to przybrało charakter międzynarodowy i przedostało się do różnych języków, np. słow. okrídlené slova (okrídlené výrazy), ang. winged words, niem. geflügelte Worte, ros. крылатые слова (kryłatyje słowa). W Polsce termin „skrzydlate słowa” pojawił się w 1958 r. Inne propozycje spolszczeń epea pteroenta to „lotne słowa” i „uskrzydlone słowa”.

## Źródła skrzydlatych słów
Skrzydlatymi słowami bywają pełne zdania oraz mniejsze konstrukcje wyrazowe. Są to te fragmenty wypowiedzi, które utrwaliły się w obiegu językowym jako „czyjeś słowa”. Jako skrzydlate słowa mogą funkcjonować między innymi teksty, takie jak:
- cytaty – np. biblizmy (Cenniejsi jesteście niźli wróble), cytaty z literatury (mędrca szkiełko i oko), z filmów (Ciemność, widzę ciemność), piosenek (All you need is love), wypowiedzi znanych osób (Nie chcę, ale muszę);
- tytuły – np. książek (Paragraf 22) lub filmów (Zezowate szczęście);
- popularne slogany, hasła i reklamy – np. Reklama jest dźwignią handlu, Cukier krzepi, A łyżka na to: Niemożliwe!, A świstak siedzi i zawija je w te sreberka, Z pewną taką nieśmiałością…[16];
- imiona lub nazwiska postaci fikcyjnych używane zamiast rzeczowników pospolitych – np. Batman, Raskolnikow, Mała Mi, Wielki Brat;
- autorskie terminy i pojęcia – np. era atomu, globalna wioska, zasada nieoznaczoności.

Na to, czy dany cytat stanie się skrzydlatym słowem, wpływ mogą mieć: schemat rytmiczny; umiejscowienie na początku lub na końcu utworu; efekt zaskoczenia; werbalizacja pewnych sensów, których nie było wcześniej w zbiorze pojęć używanych w danej wspólnocie, a wobec których pojawiło się zapotrzebowanie.

## Historia skrzydlatych słów
W Polsce sformułowanie „skrzydlate słowa” zaczęło się upowszechniać pod koniec lat 50. dwudziestego wieku, dzięki Henrykowi Markiewiczowi, który opublikował w krakowskim tygodniku „Przekrój” cykl artykułów pt. Kto tak powiedział?, czyli skrzydlate słowa literatury polskiej, w których wymieniane były najbardziej znane cytaty m.in. z literatury, filmu, historii. Dzięki serii artykułów o tym nagłówku, termin „skrzydlate słowa” upowszechnił się najpierw wśród czytelników „Przekroju”, a potem wśród większej grupy użytkowników języka. W 1968 roku hasło „skrzydlate słowa” pojawiło się w słowniku – zostało zdefiniowane w II tomie Słownika frazeologicznego języka polskiego Stanisława Skorupki (Warszawa 1967–1968) jako utarte wyrażenia i zwroty, utarte przenośnie. W 1990 roku wydany został słownik Henryka Markiewicza i Andrzeja Romanowskiego pt. Skrzydlate słowa, w którym zgromadzone zostały tysiące powtarzanych cytatów, sloganów i tytułów (wydanie z 2005 liczy ich 16 tysięcy). Słownik ten był kilkakrotnie rozbudowywany i wznawiany (w 1998, 2005 i 2007 roku), a w 2012 nakładem Wydawnictwa Literackiego ukazała się jego druga część zawierająca 4545 haseł nieuwzględnionych w wydaniach wcześniejszych. W ten sposób skrzydlate słowa zyskały w Polsce status terminu.
Skrzydlate słowa to kalka niemieckiego sformułowania geflügelte Worte, którym Georg Büchmann w 1864 r. zatytułował niemiecki zbiór skrzydlatych słów. Zbiór ten uzupełniano i wydano ponad 40 razy. To dzięki Büchmannowi termin zaczął być tłumaczony na inne języki i zauważono jego przydatność językową. Büchmann znalazł to określenie u Homera. W Iliadzie i Odysei wielokrotnie mówi się o lotnych, uskrzydlonych, skrzydlatych słowach (epea pteronea), które rozchodzą się pomiędzy ludźmi w zaskakującym tempie. Przenośnię tę stosował również Heinrich von Meissen w XIV wieku, w XVIII wieku – Friedrich Klopstock, a w 1838 r. – Thomas Carlyle w eseju o Walterze Scotcie, ale nie był to jeszcze wtedy termin literacki.
W Polsce w odleglejszej przeszłości metaforę skrzydlatych słów stosowali m.in. Piotr Chmielowski i Tadeusz Boy-Żeleński, ale cały czas były to tylko poetyckie metafory, a nie użycie we współczesnym rozumieniu.
Ponieważ „skrzydlate słowa” to termin rozpowszechniony, da się stwierdzić okoliczności jego powstania w języku, jest obrazowy, barwny i aluzyjny, więc można sam termin zaliczyć do zbioru skrzydlatych słów.

## Modyfikacje skrzydlatych słów
Skrzydlate słowa są dość elastycznymi jednostkami języka. Oznacza to, że możliwe jest modyfikowanie ich struktury (np. Przeminęło z wiadrem, Miłość ci wszystko wypaczy) czy znaczenia (A jednak się kręci! – w odniesieniu do ekonomii, Gwiezdne wojny – jako kłótnia celebrytów), a mimo to nie przestają być one dla czytelników aluzyjne i czytelne. Skrzydlate słowa są strukturalnie modyfikowane w 50–90% wypadkach ich użycia. Możliwość modyfikacji skrzydlatych słów i twórczego ich użycia, sprawia, że sformułowania te, choć ze względu na swoje rozpowszechnienie są znane wszystkim, to szybko się nie nudzą. Większość z nich jest zapamiętywana zgodnie z wersją pierwotną, dla części skrzydlatych słów częściej pamiętane są formy zmodyfikowane (np. „a tu rzeczywistość skrzeczy” zamiast „a tu pospolitość skrzeczy”). W niektórych przypadkach wyrażenie nie pojawia się w tekście źródłowym, natomiast upowszechnia się jako skrót dłuższego cytatu lub jako wyrażenie oddające sens cytatu (np. „król jest nagi” wobec cytatu z baśni Andersena Nowe szaty króla: „Popatrzcie, przecież on jest nagi, powiedziało jakieś dziecko”).
W XX wieku źródłem skrzydlatych słów były głównie prasa i telewizja oraz szkolne lektury, w XXI wieku ich źródłem stają się reklamy, teksty piosenek oraz wypowiedzi polityków. Skrzydlate słowa ze względu na swoją aluzyjność, obrazowość i metaforyczność są chętnie używane jako nagłówki artykułów prasowych.

## Polskie skrzydlate słowa
Do zbiorów polskich skrzydlatych słów należy zaliczyć 500 zdań polskich Jerzego Bralczyka (2015), Leksykon polskich powiedzeń historycznych Macieja Wilamowskiego, Konrada Wnęka i Lidii A. Zyblikiewicz (1998) z około 250 przykładami czy Szkice o skrzydlatych słowach Wojciecha Chlebdy (2005) .
Część przytaczanych powiedzeń dotyczy okresu zaborów, dążenia do zachowania tożsamości narodowej, do uzyskania niepodległości, przywiązania do ojczyzny, która nie miała wtedy kształtu państwowego. Są to: Jeszcze Polska nie zginęła, póki my żyjemy; Ojczyzna to wielki zbiorowy obowiązek (C. K. Norwid: „Memoriał o młodej emigracji” z r. 1850); Litwo, ojczyzno moja, ty jesteś jak zdrowie; walki z germanizacją: Nie rzucim ziemi, skąd nasz ród! („Rota” M. Konopnickiej z r. 1908), wreszcie dumy z bycia Polakiem: Kto ty jesteś, Polak mały (Władysław Bełza, „Katechizm polskiego dziecka” z r. 1900). Rozczarowanie bierną postawą Polaków i zaprzepaszczonymi szansami wyraża: Miałeś chamie, złoty róg! (S. Wyspiański). I przewrotne, dalekie od gloryfikowania wojny: Jak to na wojence ładnie, kiedy ułan z konia spadnie! – piosenka z czasów powstania styczniowego. Negatywny wydźwięk ma powiedzenie z XVII wieku: Nierządem Polska stoi.
Do okresu międzywojennego (1918–1939) nawiązują takie skrzydlate słowa jak: Ciszej nad tą trumną! (publicysta endecki Stanisław Stroński po zamachu na pierwszego prezydenta niepodległej Polski Gabriela Narutowicza); Chcieliście Polski, no to ją macie (wiersz K. I. Gałczyńskiego „Skumbrie w tomacie” z 1936 r.) wyrażający rozczarowanie sytuacją w Polsce po uzyskaniu niepodległości.
Inne cytaty: Bagnet na broń! (Wł. Broniewski); Nie oddamy płaszcza, nawet guzika nie oddamy (słowa marszałka Edwarda Rydza-Śmigłego z 1939 r.), a do przeszłych i tragicznych wydarzeń z drugiej wojny światowej odnoszą się słowa: Ludzie ludziom zgotowali ten los (Z. Nałkowska, 1946). Znalazło się też miejsce dla skierowanego do niemieckich duchownych orędzia biskupów z lat 60. XX wieku: Przebaczamy i prosimy o przebaczenie. Tym razem jest to pozytywne przesłanie, nawiązanie do zgody, do pojednania. Bardziej uniwersalny charakter ma zdanie: Niech prawo zawsze prawo znaczy, a sprawiedliwość – sprawiedliwość (J. Tuwim, Kwiaty polskie).
Kultury, szkolnictwa, języka dotyczą powiedzenia z dalszej przeszłości: A niechaj narodowie wżdy po stronne znają, iż Polacy nie gęsi, iż swój język mają; Zawsze takie Rzeczypospolite będą, jakie ich młodzieży chowanie (parafraza dokonana przez Stanisława Staszica w 1787 r. zdania z aktu fundacyjnego Akademii Zamoyskiej z r. 1601). Poza tym: Koń jaki jest, każdy widzi (dowcipne hasło z pierwszej polskiej encyklopedii z XVIII w.); Ala ma kota; Myślenie ma kolosalną przyszłość (przewrotny tytuł Studenckiego Teatru Satyryków z 1955).